# Ефективність праці
Ефективність праці — це соціально-економічна категорія, яка визначає рівень досягнення певної цілі, співвіднесений з рівнем раціональності витрачання використаних при цьому ресурсів. Співвідношення між результативністю праці та величиною витрат (у тому числі ступенем раціонального використання ресурсів), що виражається у досягненні максимального ефекту за мінімальних витрат. Між витратами праці на створення одиниці продукції та ефективністю праці існує обернено пропорційна залежність.

## Основні категорії
- продуктивність праці
- продуктивна сила праці
- якість праці
- результативність праці
- стабільність праці
- інтенсивність праці[2]

## Основні фактори зростання
- техніко-технологічні
- трудові
- наукові
- інформаційні
- природні
- організаційні
- техніко-економічні
- власницькі
- управлінські
- структурні
- організаційно-економічні

## Ракурси розгляду ефективності праці як об'єкту управління
|                                             | Ефективність праці як об'єкт управління | Ефективність праці як об'єкт управління | Ефективність праці як об'єкт управління |
| ------------------------------------------- | --- | --- | --- |
|                                             | Макрорівень | Мікрорівень | Індивідуальний рівень |
| Результати праці                            | - ВВП; - валова додана вартість; - ВНД; - випуск товарів та послуг | - фінансові результати; - прибуток; - обсяг реалізованої продукції, послуг | - заробітна плата; - додаткові пільги; - задоволення від праці; - визнання |
| Затрати праці                               | - чисельність зайнятих; - кількість відпрацьованого часу; - витрати на працю (заробітна плата)                                                                                | - чисельність працівників; - кількість відпрацьованого часу; - сукупні витрати на персонал | - час, що витрачається на працю; - фізична і психічна енергія; - людський капітал |
| Фактори, що впливають на ефективність праці | - стан платоспроможного попиту; - оптимізація державних затрат і системи оподаткування; - ціноутворення на основі принципів вільної конкуренції; - інші макроекономічні стани | - організація праці; - оплата праці; - стимулювання; - система просування; - підготовка і перепідготовка кадрів; - витрати на охорону здоров'я та освіту; - делегування повноважень; - виробнича демократія; - контроль процесу праці. | - кваліфікація; - ступінь складності праці; - ступінь відповідальності праці; - компетентність; - досвід роботи; - особисті здібності та навички; - самостійність; - моральний настрій; - працездатність; - характер праці; - зміст праці |